# AOP (Band)
AOP – vormals AndiOliPhilipp – ist eine Rock- und Deutschpunk-Band aus Bad Wimpfen.

## Geschichte
Die drei 1983 geborenen Musiker, die der Band ihren anfänglichen Namen gaben, lernten sich während ihrer Schulzeit am Hohenstaufen-Gymnasium in Bad Wimpfen kennen und traten seit 1999 in der Band Spoilt und ab 2003 als Die Spaßfraktion in wechselnden Besetzungen auf. Die Band nannte sich 2008 in AndiOliPhilipp um und spielte ihr erstes Album Dein Radio ein. Mit ihrer ersten ausgekoppelten Single Mutter Theresa, vorgestellt im Dezember 2008, belegte die Band im Jahr 2009 den 4. Platz bei MTVrookie des Musiksenders MTV. Der Clip zu ihrer zweiten Single, einer Neueinspielung des Album-Titeltracks Dein Radio, war von November 2009 bis Februar 2010 in der wöchentlich ausgestrahlten Fernsehsendung „MTV Rockzone“ zu sehen. Die weibliche Hauptrolle in dem Clip spielt das Model Monica Ivancan.
Im Rahmen der Coca-Cola Soundwave Discovery Tour spielte die Band im Oktober 2009 als einer von drei Finalisten in Berlin am Brandenburger Tor bei den Festlichkeiten zum Tag der Deutschen Einheit vor über 500.000 Zuschauern. Im März 2010 gewann die Band in der Europäischen Medien- und Eventakademie in Baden-Baden den PLAY LIVE Bandförderpreis 2009 des Popbüros Baden-Württemberg. Die Band hat außerdem auch eine Folge des Musikmagazins Yagaloo moderiert.
Neben vorwiegend regionalen Konzerten war die Band im Jahr 2009 bei den Festivals Rock am Ring, Hurricane, Melt! und Highfield zu sehen. Im Jahr 2010 trat die Band unter anderem beim Southside-Festival auf.
Am 24. Oktober 2011 wurde bekannt, dass Schlagzeuger Andreas Huck die Band verlässt und durch Sascha Sauerborn ersetzt wird. Zugleich nannte sich die Band in AOP um, der alte Name AndiOliPhilipp blieb als Zusatz im Logo erhalten.
Im August 2013 gab die Band bekannt, sich zum Jahresende aufzulösen. Das Abschiedskonzert fand am 14. Dezember 2013 in ihrer Heimatstadt Bad Wimpfen statt. Am 21. November 2015 gab die Band nach zwei Jahren Pause ein Konzert in Bad Rappenau. Das war bisher das einzige nach ihrer Trennung im Jahr 2013.
Am 17. Juli 2017 meldete sich die Band zurück und präsentierte ihren neuen Schlagzeuger Christian „Stukki“ Stephan. Zudem kündigte die Band ein Live-Album an, welches über Startnext finanziert werden sollte. Das Finanzierungsziel wurde am 28. September 2017 erreicht, und das Live-Album erschien im Frühjahr 2018. Seitdem tritt die Band nur noch als AOP auf und hat auch bei allen Digital-Releases den alten Bandnamen durch den neuen ersetzt.
Seit April 2020 gibt es den Band-Podcast Die Punkrock-Polizei – Der AOP Podcast. Seit September 2020 arbeiteten AOP an einem neuen Studio-Album, welches im Juni 2021 unter dem Namen Von wegen Punkrock erschienen ist.

## Diskografie

### Singles
- Mutter Theresa (22. Januar 2009)
- Dein Radio

### Alben
- Dein Radio (4. Juni 2009)
- Deutschpunk.com (13. Mai 2011)
- Vor ein paar Jahren – Live (2. März 2018)
- Von wegen Punkrock (18. Juni 2021)

## Belege
1. ↑  AOP – Offizielle Website. Abgerufen am 16. Februar 2021.
2. ↑  Interview (Memento vom 11. Juni 2010 im Internet Archive) auf regioactive.de
3. ↑  Die zweite Finalband heißt: ANDIOLIPHILIPP (Memento vom 4. April 2016 im Internet Archive)
4. ↑  Milva-Katharina Klöppel: Andioliphilipp aus Wimpfen reiten in Berlin auf der Klangwelle des Erfolgs. In: Heilbronner Stimme. 5. Oktober 2009 (stimme.de [abgerufen am 18. Juni 2010]).
5. ↑  Bericht auf regioactive.de
6. ↑  Ankündigung bei laut.de
7. ↑  andioliphilipp.de (Memento vom 26. November 2011 im Internet Archive) abgerufen am 15. November 2011.
8. ↑  AOP sind zurück. Abgerufen am 1. November 2017 (deutsch).
9. ↑  AOP – Vor ein paar Jahren – Das Livealbum. Abgerufen am 1. November 2017.
10. ↑  Dein Radio. Abgerufen am 16. Februar 2021.
11. ↑  Deutschpunk(Punkt)Com. Abgerufen am 16. Februar 2021.
12. ↑  Die Punkrock-Polizei – Der AOP Podcast. Abgerufen am 16. Februar 2021.